# NGC 3737
NGC 3737 је спирална галаксија у сазвежђу Велики медвед која се налази на NGC листи објеката дубоког неба.
Деклинација објекта је + 54° 56' 56" а ректасцензија 11h 35m 36,2s. Привидна величина (магнитуда) објекта NGC 3737 износи 12,8 а фотографска магнитуда 13,8. NGC 3737 је још познат и под ознакама UGC 6563, MCG 9-19-128, CGCG 268-58, PGC 35840.